# 戈德曼冰川
戈德曼冰川（英語：Goldman Glacier），是南極洲的冰川，位於維多利亞地，處於馬爾冰川以東4公里，流經庫克里山，以美國研究隊的生物學家命名，現時由南極條約體系管理。